# Среди коршунов
«Среди коршунов» (нем. Unter Geiern) — художественный кинофильм совместного производства ФРГ, Франции, Италии и Югославии, снятый режиссёром Альфредом Форером в 1964 году в жанре вестерн по мотивам романов Карла Мая «Сын охотника на медведей» и «Дух Льяно-Эстакадо» .
Премьера фильма состоялась 8 декабря 1964 года в ФРГ.
Фильм из серии про вождя индейского племени апачей Виннету.

## Сюжет
На пустынной равнине Льяно-Эстакадо совершенно вероломное преступление. Неизвестные напали на затерянную в дебрях ферму охотника на медведей Бауманна, сожгли дом и жестоко убили его жену и дочь. Все улики говорят о том, что это были индейцы. На месте убийства Старик Шурхенд находит стрелу шошонов — местных индейцев, которые враждуют с белыми. Версию о причастности краснокожих подтверждает и неожиданный свидетель — мормонский проповедник случайно проезжавший мимо несчастной фермы. Бауманн верит неизвестному проповеднику, но на самом деле всё, что произошло — дело рук банды Коршунов во главе с её предводителем Престоном.
Разгневанные поселенцы готовятся отомстить индейцам, а оклеветанные шошоны выкапывают томагавк войны. Восстановить справедливость берутся старые товарищи — благородный Виннету и его храбрый бледнолицый брат Шурхенд. Однако храброму воину и меткому стрелку стоит поторопиться: следующими жертвами бандитов могут стать их друзья, направляющиеся в Аризону. Друзья вместе спасают отца Мартина от шошонов и находят убийцу матери молодого человека.

## В ролях
- Стюарт Грэйнджер — Шурхенд-Верная Рука
- Пьер Брис — Виннету
- Эльке Зоммер — Энни Дилман
- Гёц Георге — Мартин Бауман, сын
- Уолтер Барнс — Мартин Бауман-старший
- Сигхардт Рупп — Престон
- Миха Балох — преподобный Веллер
- Ренато Бальдини — судья Джордж Лидер
- Теренс Хилл — Бейкер-младший
- Гойко Митич — Вокаде, вождь шошонов
- Луи Велле — Гордон
- Войя Мирич — Стюарт
- Стоян Аранджелович — Мильтон
- Джордже Ненадович — Миллер
- Давор Антолич — Род
- Душан Булаич — Блумфилд
- Илия Ивезич — Джеки
- Милан Срдоч — Старый Вэббль
- Борис Дворник — Фред
- Драгомир «Гидра» Боянич — Джо
- Симе Ягаринац — индеец-шошон
- Владимир Медар — Бейкер-старший
- Владимир Бачич — Джимми
- Мирко Боман — Дэйви
- Маринко Кози — мальчик в обозе
- Дуня Райтер — Бэтси

## Прокат
Фильм вышел в разных странах под разными названиями:
- Дания: «Winnetou og Vestens Sjakaler»
- Бельгия: «Parmi les Vautours / De Gang der Aasgieren»
- ЧССР: «Mezi Supy / Medzi Supmy»
- ФРГ: «Unter Geiern»
- Франция: «Parmi les Vautours»
- Италия: «La dove scende il sole»
- СФРЮ: «Med Jastrebi»
- Румыния: «Printre Vulturi»
- Испания: «Los Buitres»
- США: «Frontier Hellcat»

Фильм вышел в прокат в Швеции 27 ноября 1965 года, в США — в марте 1966 года, в Аргентине — 9 февраля 1967 года, в СССР — 22 сентября 1980 года, в ГДР — 23 марта 1984 года.